# Byblis lamellata
Byblis lamellata es una especie de planta carnívora perteneciente a la familia  Byblidaceae. Es endémica de Australia. 
Es una planta perenne que alcanza los 45 cm de altura, con flores con cinco pétalos de color violeta y semillas con profundas hendiduras.

## Fuente
- Conran, J.G., A. Lowrie & J. Moyle-Croft 2002. A revision of Byblis (Byblidaceae) in south-western Australia. Nuytsia 15(1): 11–19.

- Datos: Q148250
- Multimedia: Byblis lamellata / Q148250
- Especies: Byblis lamellata